# Service régional de police judiciaire

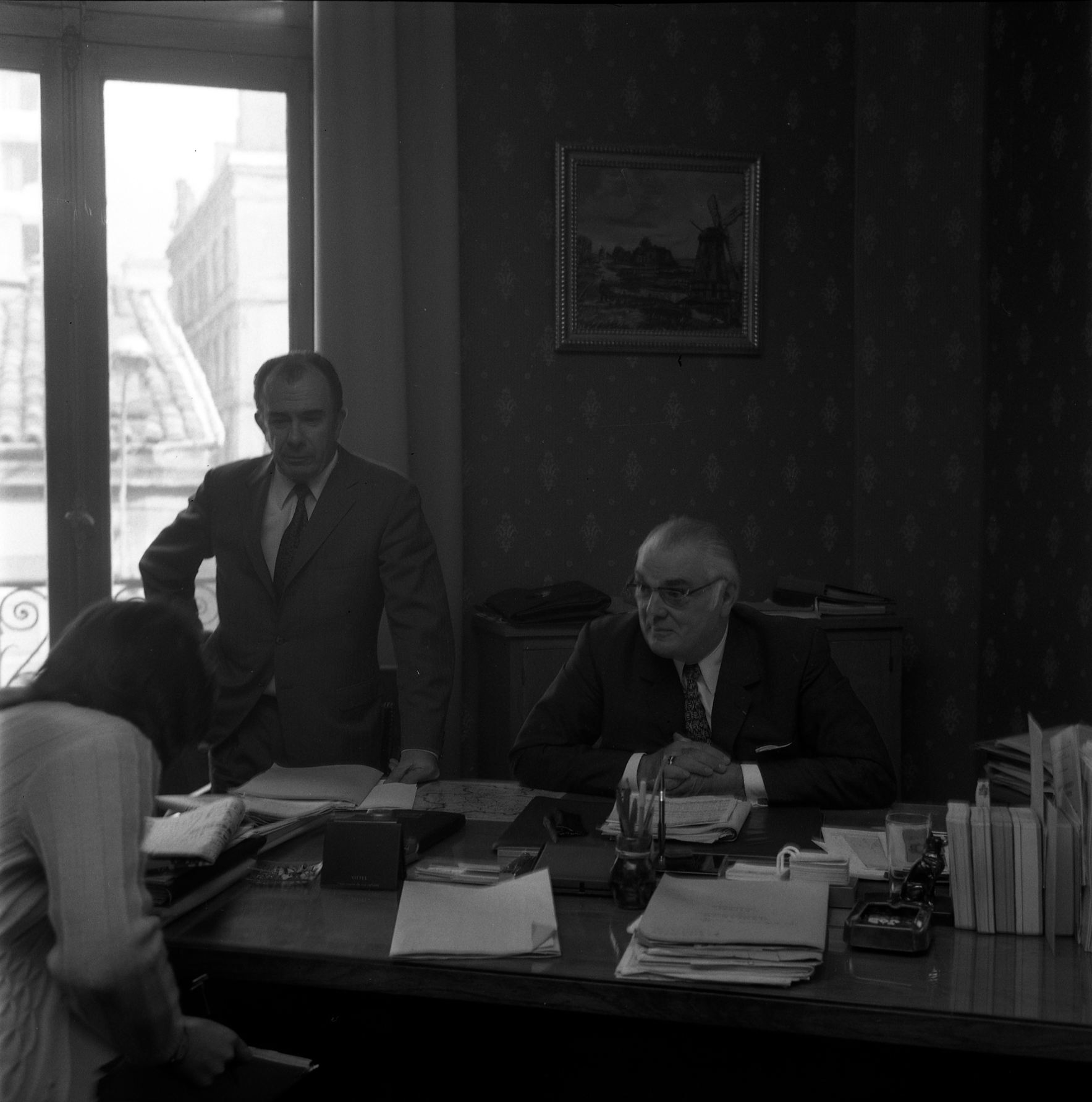
Au SRPJ de Toulouse (no 17, rue du Rempart-Saint-Étienne) en 1972.

Un service régional de Police judiciaire (SRPJ) est une division territoriale de la police judiciaire française (« PJ »), qui dépend de la direction centrale de la Police judiciaire (DCPJ).
Issus des brigades mobiles et des sûretés, ces services sont regroupés en directions interrégionales de Police judiciaire (DIPJ) à la suite d'un décret du 24 avril 2003 sur la réforme des structures territoriales de la DCPJ.